# Takatoshi Abe
Takatoshi Abe (安部 孝駿, Abe Takatoshi, né le 12 novembre 1991 à Okayama) est un athlète japonais, spécialiste des haies.

## Carrière
il mesure 1,92 m pour 86 kg.
Détenant un record personnel de 50 s 11 obtenu à Niigata le 3 octobre 2009, il devient vice-champion du monde junior à Moncton en 49 s 46.
Il remporte la médaille d'or lors des Championnats d'Asie d'athlétisme 2011 à Kobé en 49 s 64.
Il termine 5e en finale du 400 m haies en 49 s 74, lors des Championnats d’Asie 2019 à Doha.

## Palmarès
| Date | Compétition                   | Lieu     | Résultat | Épreuve     | Temps        |
| ---- | ----------------------------- | -------- | -------- | ----------- | ------------ |
| 2010 | Championnats du monde juniors | Moncton  | 2e       | 400 m haies | 49 s 46      |
| 2010 | Championnats du monde juniors | Moncton  | 5e       | 4 x 400 m   | 3 min 7 s 94 |
| 2011 | Championnats d’Asie           | Kōbe     | 1er      | 400 m haies | 49 s 64      |
| 2011 | Universiade                   | Shenzhen | 2e       | 4 x 400 m   | 3 min 5 s 16 |
| 2018 | Jeux asiatiques               | Jakarta  | 3e       | 400 m haies | 49 s 12      |
| 2018 | Jeux asiatiques               | Jakarta  | 3e       | 4 x 400 m   | 3 min 1 s 94 |
| 2018 | Coupe continentale            | Ostrava  | 6e       | 400 m haies | 49 s 80      |
| 2019 | Championnats d'Asie           | Doha     | 5e       | 400 m haies | 49 s 74      |

## Records
| Épreuve     | Temps   | Lieu  | Date            |
| ----------- | ------- | ----- | --------------- |
| 400 m haies | 48 s 94 | Osaka | 23 juillet 2017 |